# Josef Kořenář
Josef Kořenář (né le 31 janvier 1998 à Pelhřimov en Tchéquie) est un joueur professionnel tchèque de hockey sur glace. Il évolue au poste de gardien de but.

## Biographie

### Carrière en club
Formé au TJ Humpolec, il rejoint les équipes de jeunes du HC Dukla Jihlava. Il poursuit son apprentissage aux Stars de Lincoln dans l'USHL en 2016-2017. Cette expérience en Amérique du Nord lui permet de signer en juillet 2017 un contrat d'entrée avec les Sharks de San José. Il découvre l'Extraliga tchèque lors de la saison 2017-2018 avec le Dukla Jihlava. La saison suivante, il retourne aux États-Unis et poursuit son apprentissage dans la Ligue américaine de hockey avec le Barracuda de San José. Le 10 avril 2021, il joue ses premières minutes dans la Ligue nationale de hockey avec les Sharks de San José face aux Kings de Los Angeles.
Il est échangé avec un choix de deuxième tour lors du repêchage d'entrée dans la LNH 2022 aux Coyotes de l'Arizona en retour d'Adin Hill et un choix de septième tour lors du repêchage 2022 le 17 juillet 2021.

### Carrière internationale
Il représente la Tchéquie en sélections jeunes.

## Trophées et honneurs personnels
- 2018-2019 : participe au match des étoiles de la LAH

## Statistiques
| Saison    | Équipe                | Ligue     |    | Saison régulière | Saison régulière | Saison régulière | Saison régulière | Saison régulière | Saison régulière | Saison régulière | Saison régulière | Saison régulière | Saison régulière |   | Séries éliminatoires | Séries éliminatoires | Séries éliminatoires | Séries éliminatoires | Séries éliminatoires | Séries éliminatoires | Séries éliminatoires | Séries éliminatoires | Séries éliminatoires |
| Saison    | Équipe                | Ligue     | PJ | V                | D                | Pr/N             | Min              | BC               | Moy              | % Arr            | Bl               | Pun              | PJ               | V | D                    | Min                  | BC                   | Moy                  | % Arr                | Bl                   | Pun                  |                      |                      |
| 2016-2017 | Stars de Lincoln      | USHL      | 32 | 14               | 11               | 0                | 1783             | 66               | 2,22             | 92,5             | 2                | 2                | -                | - | -                    | -                    | -                    | -                    | -                    | -                    | -                    |                      |                      |
| 2017-2018 | Dukla Jihlava         | Extraliga | 9  | 4                | 5                | 0                | 494              | 18               | 2,19             | 91,9             | 1                | 0                | -                | - | -                    | -                    | -                    | -                    | -                    | -                    | -                    |                      |                      |
| 2018-2019 | Barracuda de San José | LAH       | 34 | 23               | 10               | 1                | 1987             | 84               | 2,54             | 91,1             | 4                | 4                | 4                | 1 | 3                    | 226                  | 13                   | 3,45                 | 89,8                 | 0                    | 0                    |                      |                      |
| 2019-2020 | Barracuda de San José | LAH       | 33 | 12               | 16               | 5                | 1874             | 97               | 3,11             | 89,1             | 2                | 0                | -                | - | -                    | -                    | -                    | -                    | -                    | -                    | -                    |                      |                      |
| 2020-2021 | Barracuda de San José | LAH       | 8  | 5                | 1                | 2                | 485              | 26               | 3,22             | 89,8             | 0                | 0                | -                | - | -                    | -                    | -                    | -                    | -                    | -                    | -                    |                      |                      |
| 2020-2021 | HC Oceláři Třinec     | Extraliga | 11 | 8                | 2                | 0                | 663              | 27               | 2,44             | 90,4             | 1                | 0                | -                | - | -                    | -                    | -                    | -                    | -                    | -                    | -                    |                      |                      |
| 2020-2021 | Sharks de San José    | LNH       | 10 | 3                | 5                | 0                | 492              | 26               | 3,17             | 89,9             | 0                | 0                | -                | - | -                    | -                    | -                    | -                    | -                    | -                    | -                    |                      |                      |
| 2021-2022 | Coyotes de l'Arizona  | LNH       | 2  | -                | -                | -                | 70               | 3                | 2,56             | 91,4             | 0                | 0                | -                | - | -                    | -                    | -                    | -                    | -                    | -                    | -                    |                      |                      |
| 2021-2022 | Roadrunners de Tucson | LAH       | 22 | 3                | 13               | 1                | 1049             | 78               | 4,46             | 85,5             | 0                | 2                | -                | - | -                    | -                    | -                    | -                    | -                    | -                    | -                    |                      |                      |
| 2021-2022 | Rush de Rapid City    | ECHL      | 2  | 2                | 0                | 0                | 120              | 3                | 1,50             | 95,7             | 0                | 0                | -                | - | -                    | -                    | -                    | -                    | -                    | -                    | -                    |                      |                      |
| 2022-2023 | HC Sparta Prague      | Extraliga | 15 | 9                | 4                | 0                |                  |                  | 2,21             | 90,1             | 2                |                  | 0                |   |                      |                      |                      |                      |                      |                      |                      |                      |                      |
| 2022-2023 | HC Slavia Prague      | 1.liga    | 1  | 1                | 0                | 0                |                  |                  | 0                | 100              | 1                |                  | -                | - | -                    | -                    | -                    | -                    | -                    | -                    | -                    |                      |                      |